# Nanothecium
Nanothecium là một chi rêu trong họ Entodontaceae.